# المعمر (بني العوام)

تعديل مصدري - تعديل

المعمر هي إحدى قرى عزلة قطعة الصرابي بمديرية بني العوام التابعة لمحافظة حجة، بلغ تعداد سكانها 176 نسمة حسب تعداد اليمن لعام 2004.